# Krugmagazin (Bad Kissingen)

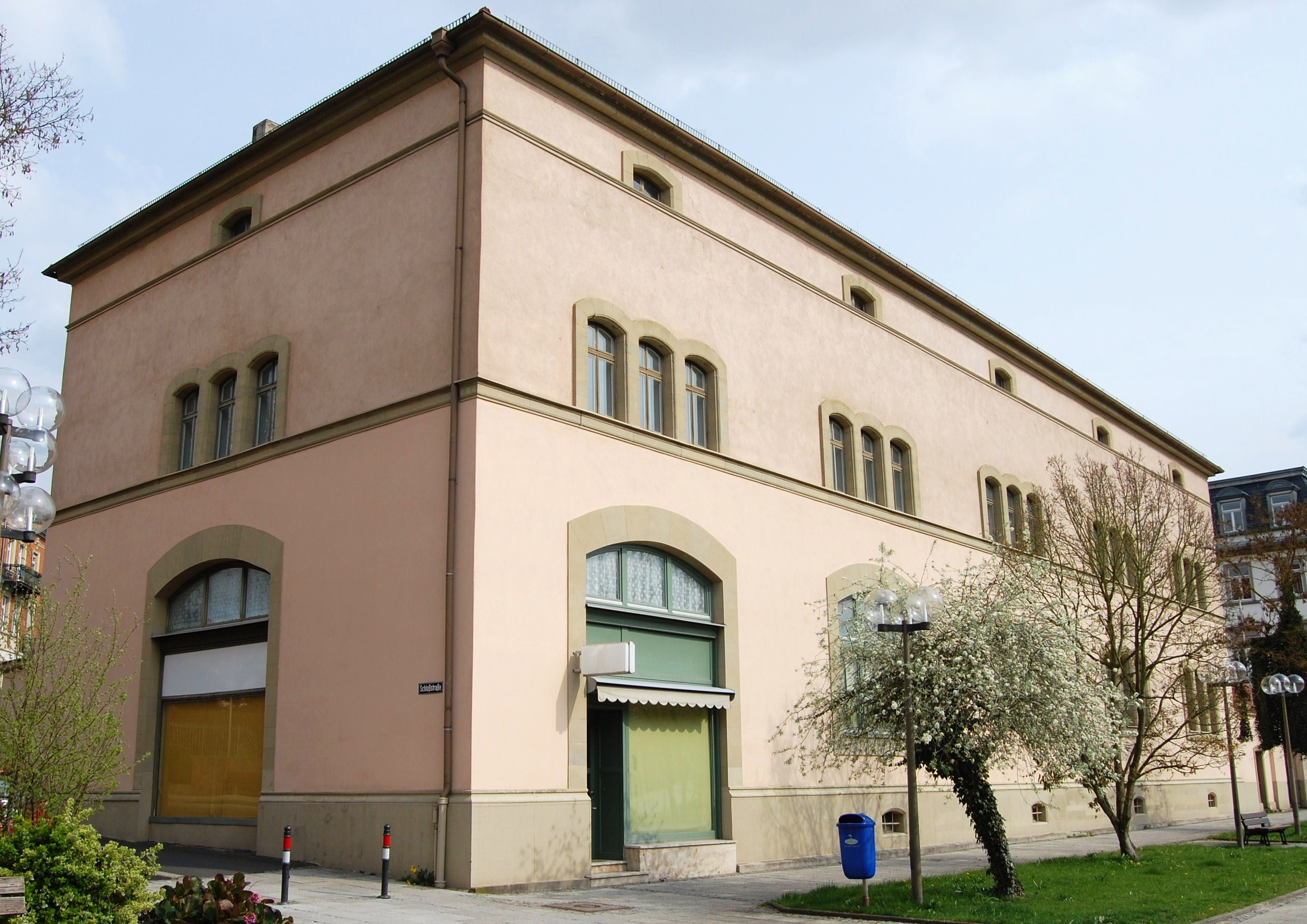
Krugmagazin in Bad Kissingen

Das historische Krugmagazin in Bad Kissingen beherbergte die Heilwasser-Abfüllanlage und war Ausgangspunkt des weltweiten Versandhandels. Das unter Denkmalschutz stehende Gebäude ist im Eigentum des Freistaates Bayern.

## Historisches

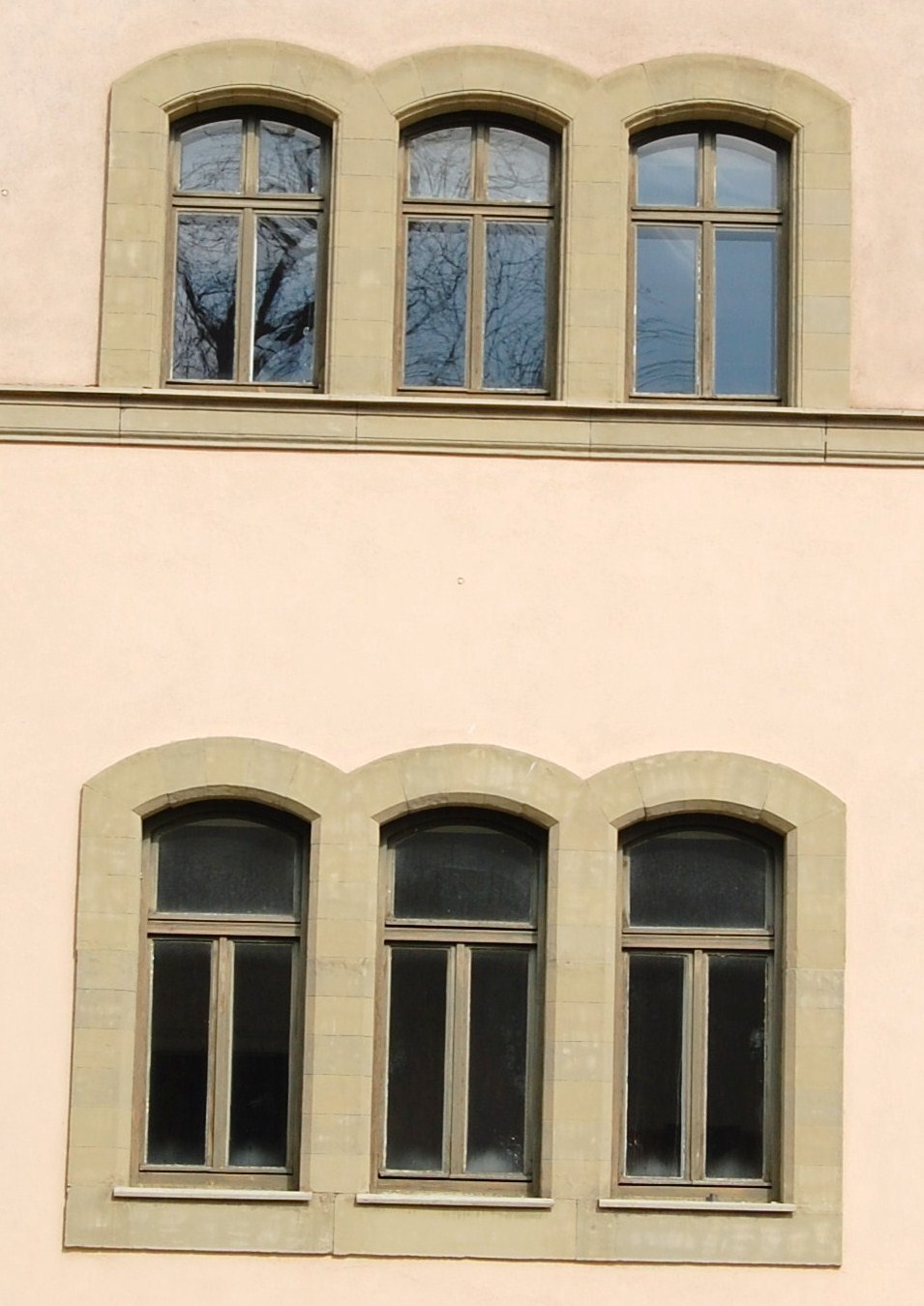
Zwei der jeweils zu Drillingsfenstern gruppierten segmentbogigen Fensterreihen

Das Krugmagazin an der Kurpromenade (heute: Kurhausstraße; Adresse: Schloßstraße 4) wurde als Ersatz eines älteren und 1835 abgerissenen Vorgängerbaues im Kurgarten nach den 1836 gefertigten Plänen des bayerischen Architekten Friedrich von Gärtner (1791–1847) und amtlicher Ankündigung vom 7. Januar 1837 schließlich 1839 fertiggestellt. In der offiziellen Ankündigung hieß es: „Das Krugmagazin wird 125 Fuß lang, 27 Fuß breit, mit 2 rückwärts springenden Flügeln, jeder 18 [Fuß] lang, dann 2 Etagen, zusammen vom Fußboden bis zum Dache 42 Fuß hoch, mit Ziegeln eingedeckt, erhält im Souterrain einen Keller 92 Fuß lang, 21 Fuß breit, 9 Fuß hoch, nebst 2 Gewölben, jedes 21 Fuß lang, 10′ [Fuß] breit, zu den Reservoirs des Pandurbrunnens und der Soole.“ In späteren Jahren wurden bis 1913 zusätzlich kleinere Umbauten und Ergänzungsbauten vorgenommen (Krughütte, Krugremise, Wärmekessellokal, Fenstervergrößerungen und Kellertreppe). Das Krugmagazin ist ein zweigeschossiges Gebäude mit jeweils zu Drillingsfenstern gruppierten segmentbogigen Fenstern, im Dachgeschoss mit einem schmalen Band niedrigerer Fenster im Dachgeschoss und einem Walmdach. Emil Wegner beschreibt das Gebäude mit seiner betonten Horizontalgliederung und der ungebrochenen Flächigkeit des Kubus, es habe eine stolze Kühle.
Das Gebäude diente den jeweiligen Badpächtern – bis 1853 waren es die Gebrüder Bolzano – zur Abfüllung der verschiedenen Heilwasser der Kurstadt in Tonkrüge, als „Magazin“ zu deren Lagerung und als Ausgangspunkt für den weltweiten Versand. Zusätzlich war die Wohnung des Badinspektors dort untergebracht.

### Obergeschoss
Anfang des 20. Jahrhunderts sollte das Krugmagazin auch ein balneologisches Institut aufnehmen, doch scheiterten diese Pläne vorerst – nicht zuletzt am Widerspruch des damaligen Badbetriebpächters (seit 1. Oktober 1900) Hofrat Friedrich von Hessing. Erst nach dem Zweiten Weltkrieg (vor dem 1. Dezember 1948) zog der in Bad Kissingen geborene Geologe und Chemiker Dr. Carl Genser, bayerischer Oberregierungschemierat, mit seinem balneologischen Laboratorium ins Obergeschoss des Krugmagazins. Im Jahr 1952 wurde sein „Staatslaboratorium für Heilquellenforschung“ dem Balneologischen Institut der Universität München angegliedert und firmierte seitdem als „Außenstelle Bad Kissingen der chemischen Abteilung des Balneologischen Instituts bei der Universität München“. Nach Gensers Pensionierung im Jahr 1967 wurde sein Labor im Krugmagazin geschlossen und in den ersten Folgejahren nur noch gelegentlich für besonders dringende Untersuchungen genutzt.
In den Jahren 1996 bis 2005 war es Sitz eines Baubüros des Staatlichen Hochbauamtes, das mit Planung und Durchführung der Sanierung des historischen, 1835 und 1910–1914 errichteten Gebäudekomplexes am Kurgarten – Wandel- und Brunnenhalle, Arkadenbau (1834–1838 ebenfalls erbaut von Friedrich von Gärtner), Regentenbau (1998–2004) – sowie den Hochwasserschutzmaßnahmen entlang der Fränkischen Saale (2004–2005) betraut war. Außerdem war für einige Jahre auch die „Bastelstunde“ für Kurgäste dort untergebracht. Heute (2012) ist das Obergeschoss ungenutzt.

### Erdgeschoss
Das Erdgeschoss diente nach dem Zweiten Weltkrieg als Firmensitz der Betriebsgesellschaft „Verwaltung der Staatlichen Bäder OHG“, bis diese 1999 in die neue Kurbetriebsgesellschaft „Bayerisches Staatsbad Bad Kissingen GmbH“ überging. Hier betrieb die Bäderverwaltung weiterhin die Heilwasserabfüllung und den Versand – jetzt allerdings in modernen Glasflaschen. Im Jahr 2001 wurden Abfüllung und Versand wegen Unwirtschaftlichkeit aufgegeben. Die Abfüllanlage ist noch heute im Gebäude vorhanden. In den Räumen wird nur noch das Bad Kissinger „Bitterwasser“ zum direkten Ausschank in der Brunnenhalle gemischt. Einige Jahre nutzte auch die Kurseelsorge Räume im Erdgeschoss.

## Planungen

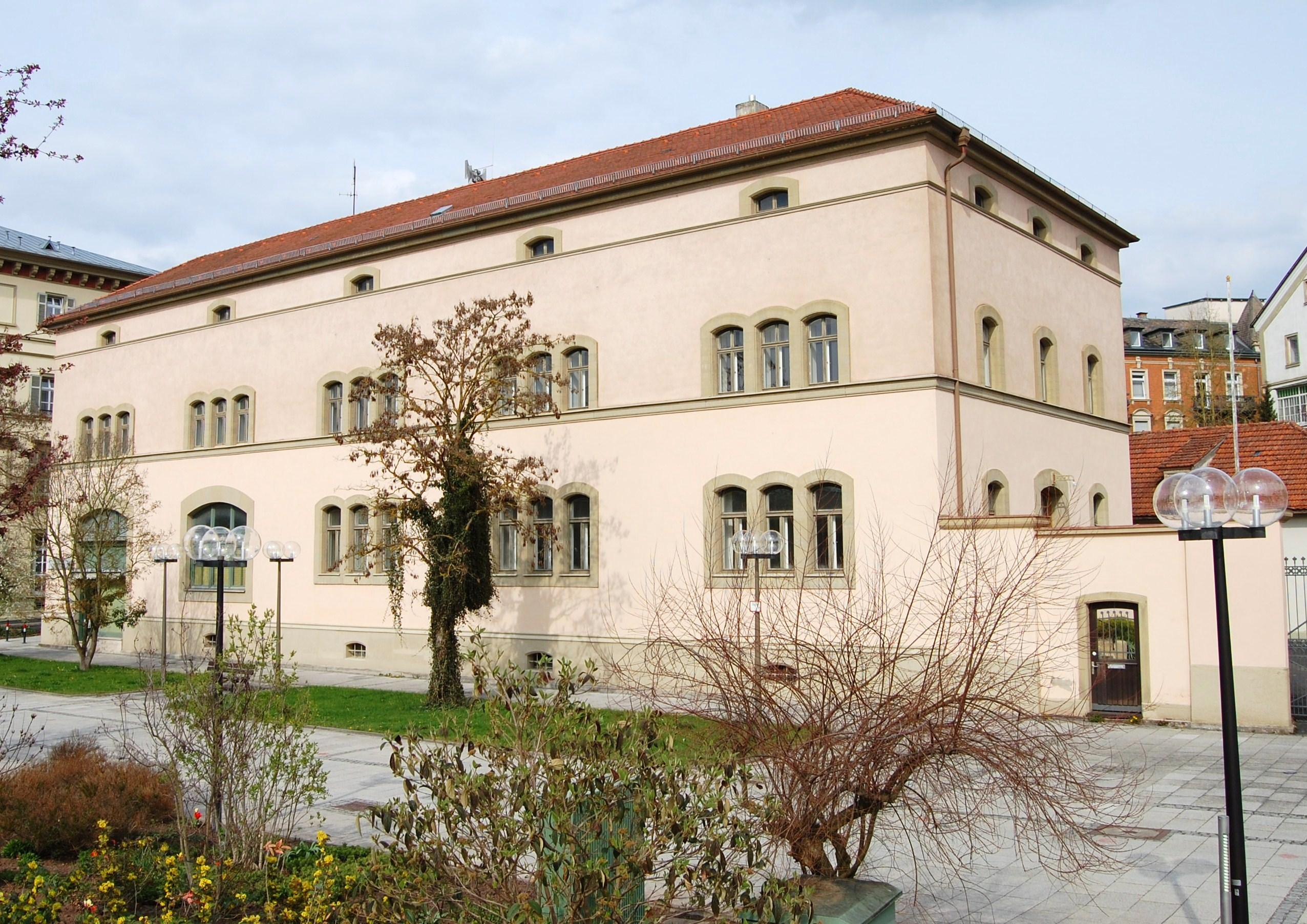
Krugmagazin in Bad Kissingen

Nach Aufgabe aller Nutzungen war seit 2007 geplant, die heutige Kurbetriebsgesellschaft „Bayerisches Staatsbad Bad Kissingen GmbH“ im Krugmagazin unterzubringen, da deren bisheriges Firmengebäude (Baujahr 1978) abgerissen werden soll. Hierfür wollte der bayerische Freistaat das Krugmagazin für 2,2 Millionen Euro sanieren. Doch wurden diese Pläne wieder geändert. Nach aktueller Planung soll die GmbH in das geplante „Behördenzentrum“ umziehen, zu dem das Luitpoldbad nach aufwändiger Sanierung demnächst umgenutzt werden soll.
Neue Pläne für eine zukünftige Nutzung des Krugmagazins gibt es nicht. Die ungenutzte Immobilie ist weiterhin an die Kurbetriebsgesellschaft verpachtet.